# Ryż czarny

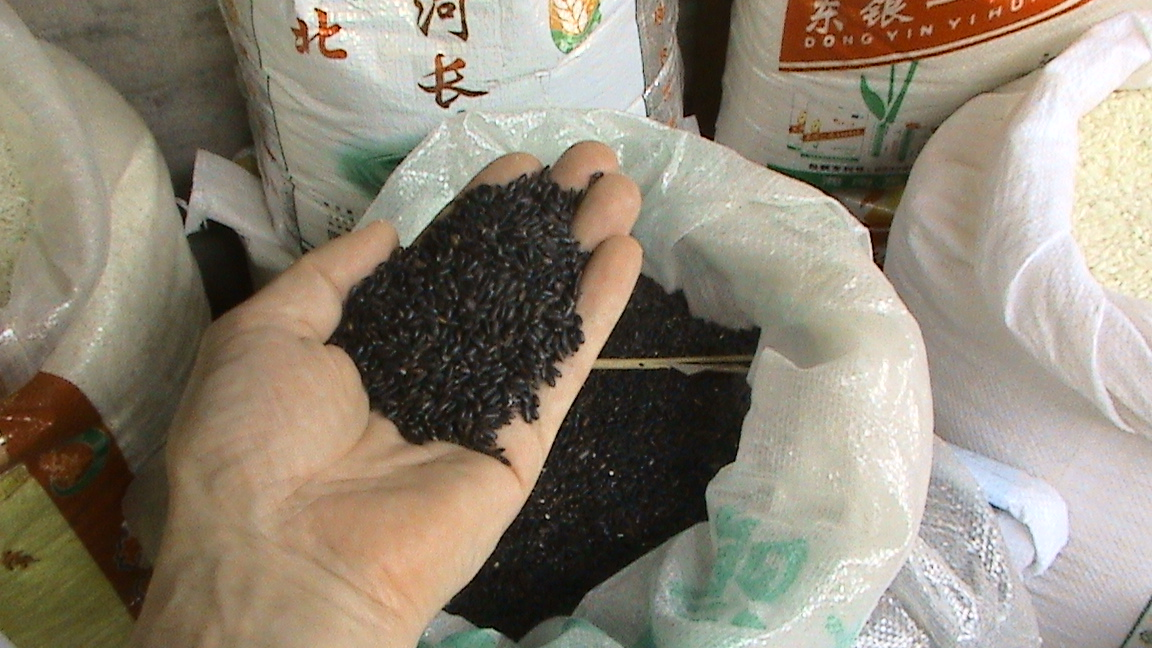
Czarny ryż sprzedawany w Chinach

Ryż czarny – grupa odmian ryżu (w tym ryżu kleistego) o charakterystycznym ciemnym kolorze. Do jego odmian należą indonezyjski czarny ryż, filipiński ryż balatinaw i tajski czarny ryż jaśminowy. W starożytnych Chinach ziarna czarnego ryżu, uważane za najlepsze, były spożywane wyłącznie przez cesarza. Dlatego też w Chinach nazywa się go ryżem „zakazanym”, ponieważ nie był dostępny dla ogółu społeczeństwa. W Manipurze jest znany jako chak-hao, a desery z czarnego ryżu są przygotowywane podczas świąt. W Bangladeszu znany jest jako kalo dhaner chaal (czarny ryż niełuskany) i jest używany do przyrządzania polao i deserów ryżowych.

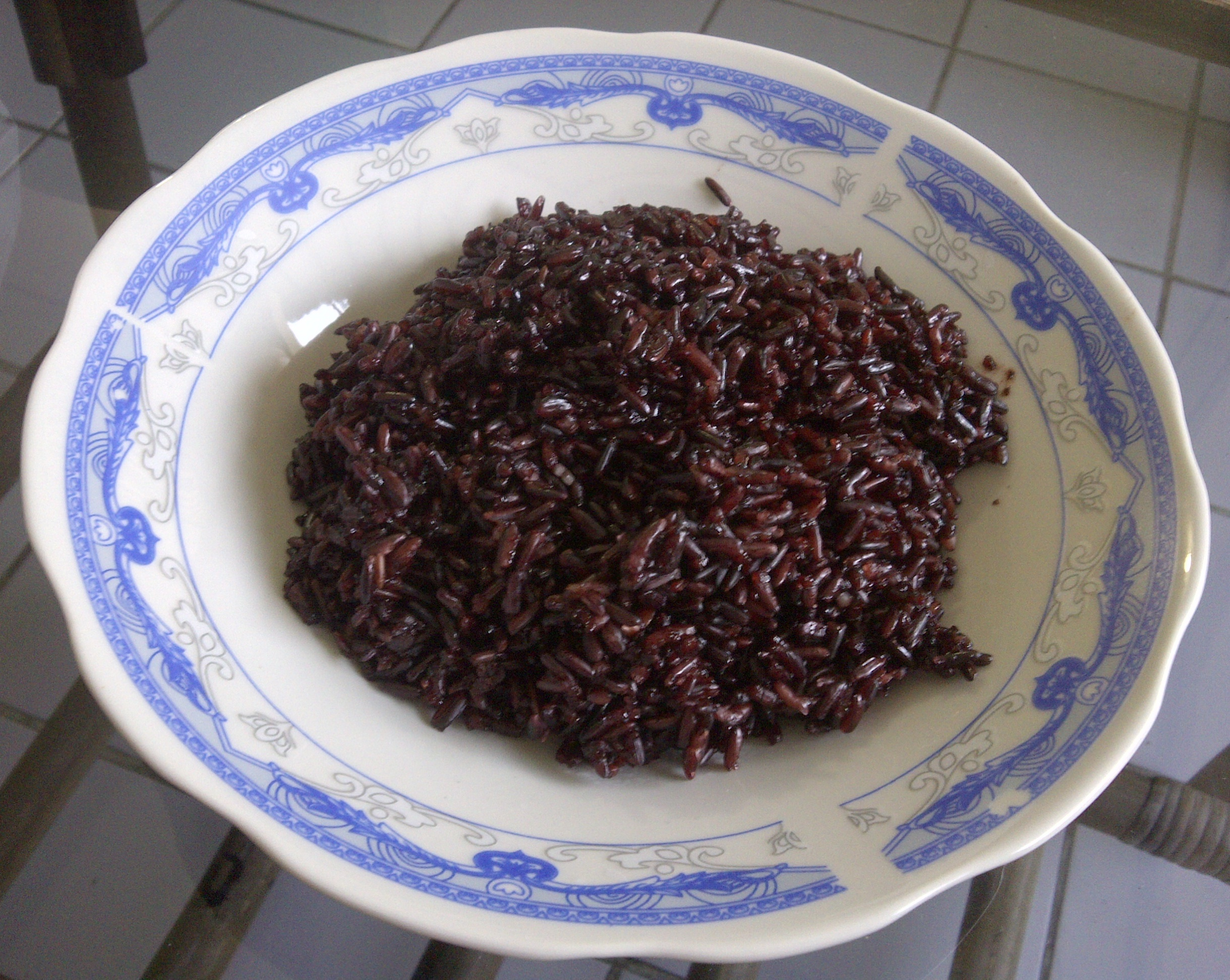
Czarny ryż (niekleisty) po ugotowaniu

Otręby (najbardziej zewnętrzna warstwa) ziaren czarnego ryżu zawierają jeden z najwyższych poziomów antocyjanów występujących w żywności. Ziarno ma podobną ilość błonnika do ryżu brązowego i podobnie jak ryż brązowy ma łagodny, orzechowy smak. Czarny kolor tej odmiany ryżu zmienia się w głęboki fiolet po ugotowaniu. Swoją ciemnofioletową barwę zawdzięcza antocyjanom, których posiada więcej niż inne odmiany zbóż. Czarny ryż jest bogaty w wartości odżywcze, zawiera 18 aminokwasów, żelazo, cynk, miedź, karoten oraz kilka ważnych witamin. Ziarno ryżu czarnego ma więcej błonnika i witaminy E niż ziarno ryżu białego.
Nadaje się do gotowania kleiku ryżowego, deserów, tradycyjnych chińskich ciastek ryżowych, chleba i makaronu.